# Mauretania (starożytne królestwo)
Mauretania (łac. Mauretania lub Mauritania, gr. Maurusía) – starożytne królestwo w północno-zachodniej Afryce, o zmiennych granicach; obejmowało współczesne północne Maroko i północno-zachodnią Algierię. 

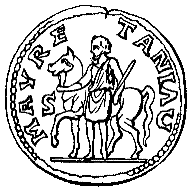
Uosobienie rzymskiej Mauretanii na monecie Hadriana

Zamieszkiwane było przez przodków współczesnych Berberów, graniczyło z innymi krainami, których ludność była prawdopodobnie berberyjska – od wschodu z Numidią, od południa z saharyjską Getulią. Największym z zamieszkujących ją plemion, z których wiele prowadziło koczowniczy tryb życia, byli Maurowie (Mauri). Wybrzeże Mauretanii było objęte wpływami Fenicjan, a później Kartagińczyków.
Pierwsze kontakty z Rzymem to okres wojny z królem numidyjskim Jugurtą, podczas której władca Mauretanii Bocchus I dopomógł Rzymianom w schwytaniu Jugurty. Synowie Bocchusa, sprawujący rządy wspólnie Bocchus II i Bogud II wspomagali Cezara w wojnie z Pompejuszem toczącej się na terenie Afryki w 46 p.n.e., otrzymując od niego w nagrodę zachodnią część Numidii. Po śmierci Cezara władcy Mauretanii nadal uczestniczyli w sprawach Rzymian, ale tym razem niezgodnie – Bocchus poparł bowiem Oktawiana, a Bogud Marka Antoniusza. Po śmierci Bocchusa (33 p.n.e.) August włączył Mauretanię do Rzymu jako prowincję, w 25 p.n.e. przekazał ją jednak władcy Numidii Jubie II. 
Ostatecznie, po zamordowaniu na rozkaz Kaliguli w roku 40 syna Juby II i Kleopatry Selene – króla Ptolemeusza (ostatniego potomka Ptolemeuszy), Mauretania stała się prowincją rzymską. Od 42 r. jej część zachodnia tworzyła prowincję Mauretania Tingitana ze stolicą w Tingis (obecny Tanger), część wschodnia razem z częścią Numidii – prowincję Mauretania Caesariensis ze stolicą w Sitifis (obecnie Satif).

## Władcy Mauretanii
- Bocchus I 111-80 p.n.e.
- Bogud I 80-50, Woluks 80-75 i Sos (w zachodniej Mauretanii) 80-60
- Bocchus II ok. 50-31 i Bogud II (w zachodniej Mauretanii) ok. 50-38
- do Republiki Rzymskiej 31-27
- do Cesarstwa Rzymskiego 27-25
- Juba II (w Numidii ok. 30-25 p.n.e.) 25 p.n.e.-23 n.e. i Kleopatra Selene II ok. 25 p.n.e.-5 n.e., córka Kleopatry i Marka Antoniusza
- Ptolemeusz 23-40
- Aedemon 40-42 – niewolnik Ptolemeusza; przywódca rewolty mieszkańców Mauretanii przeciw włączeniu jej do Rzymu
- od 42 do Cesarstwa Rzymskiego